# Марлетт (Мічиган)
Марлетт (англ. Marlette) — місто (англ. city) в США, в окрузі Сенілак штату Мічиган. Населення — 1855 осіб (2020).

## Географія
Марлетт розташований за координатами 43°19′38″ пн. ш. 83°4′50″ зх. д. / 43.32722° пн. ш. 83.08056° зх. д. (43.327346, -83.080532).  За даними Бюро перепису населення США в 2010 році місто мало площу 4,26 км², з яких 4,25 км² — суходіл та 0,01 км² — водойми.

## Демографія
Згідно з переписом 2010 року, у місті мешкало 1875 осіб у 742 домогосподарствах у складі 469 родин. Густота населення становила 440 осіб/км².  Було 864 помешкання (203/км²).
Расовий склад населення:
| - 95,9 % — білих - 0,7 % — азіатів - 0,6 % — корінних американців - 0,3 % — чорних або афроамериканців |

До двох чи більше рас належало 2,1 %. Частка іспаномовних становила 3,4 % від усіх жителів.
За віковим діапазоном населення розподілялося таким чином: 25,2 % — особи молодші 18 років, 57,6 % — особи у віці 18—64 років, 17,2 % — особи у віці 65 років та старші. Медіана віку мешканця становила 39,4 року. На 100 осіб жіночої статі у місті припадало 89,8 чоловіків;  на 100 жінок у віці від 18 років та старших — 82,7 чоловіків також старших 18 років.
Середній дохід на одне домашнє господарство  становив 41 623 долари США (медіана — 30 172), а середній дохід на одну сім'ю — 53 832 долари (медіана — 47 917). Медіана доходів становила 35 833 долари для чоловіків та 30 694 долари для жінок. За межею бідності перебувало 27,5 % осіб, у тому числі 38,4 % дітей у віці до 18 років та 11,9 % осіб у віці 65 років та старших.
Цивільне працевлаштоване населення становило 600 осіб. Основні галузі зайнятості: освіта, охорона здоров'я та соціальна допомога — 27,2 %, виробництво — 26,2 %, роздрібна торгівля — 13,7 %, мистецтво, розваги та відпочинок — 6,3 %.